# Uerschhausen
Uerschhausen ist eine ehemalige Ortsgemeinde und eine Ortschaft der Gemeinde Hüttwilen im Bezirk Frauenfeld des Kantons Thurgau in der Schweiz.
Uerschhausen gehörte als Ortsgemeinde von 1803 bis 1851 zur Munizipalgemeinde Eschenz und dann bis 1996 zur Munizipalgemeinde Hüttwilen.
Im Jahre 1862 wurde der Hof Hub von der Ortsgemeinde Uerschhausen abgetrennt und der Ortsgemeinde Wilen bei Neunforn zugeteilt.
Am 1. Januar 1997  fusionierte Uerschhausen im Rahmen der Thurgauer Gemeindereform mit den beiden Ortsgemeinden Hüttwilen und Nussbaumen zur politischen Gemeinde Hüttwilen.

## Geschichte

### Vorrömische Zeit

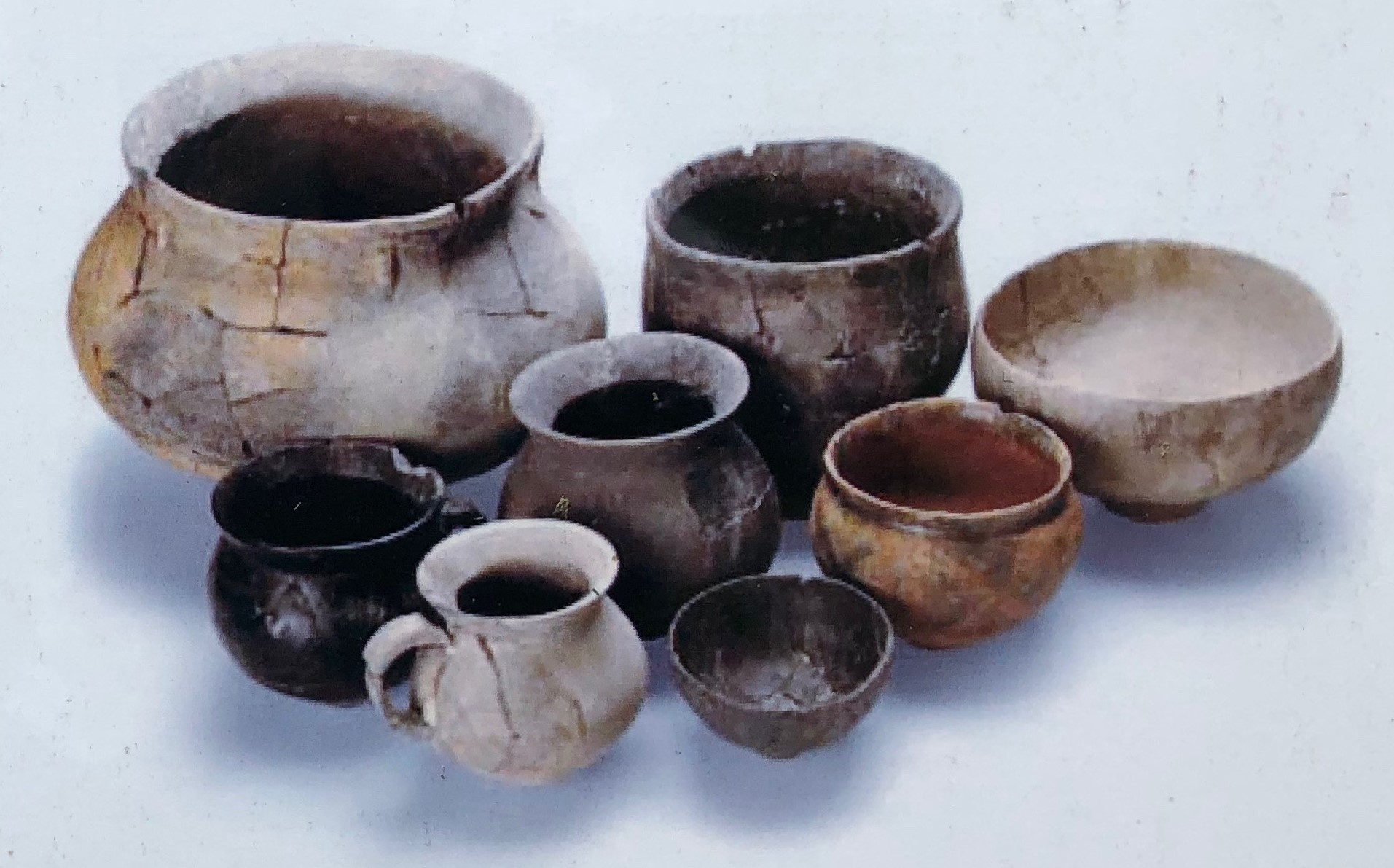
Keramik-Ensemble aus der Spätbronzezeit

Die ältesten Belege menschlicher Präsenz im Seebachtal stammen aus der Mittelsteinzeit (9000–5500 v. Chr.) und gehen auf nomadisierende Jäger und Sammler zurück, die im Seengebiet ihre Zeltlager aufschlugen. Bei den Funden handelt es sich ausschliesslich um Silexartefakte. Aufgrund von pollenanalytischer Untersuchungen muss bereits in der zweiten Hälfte des 5. Jahrtausend v. Chr., im mittleren Neolithikum, in der Umgebung von Uerschhausen Ackerbau betrieben worden sein. Die Siedlungsstelle ist bis anhin unbekannt.

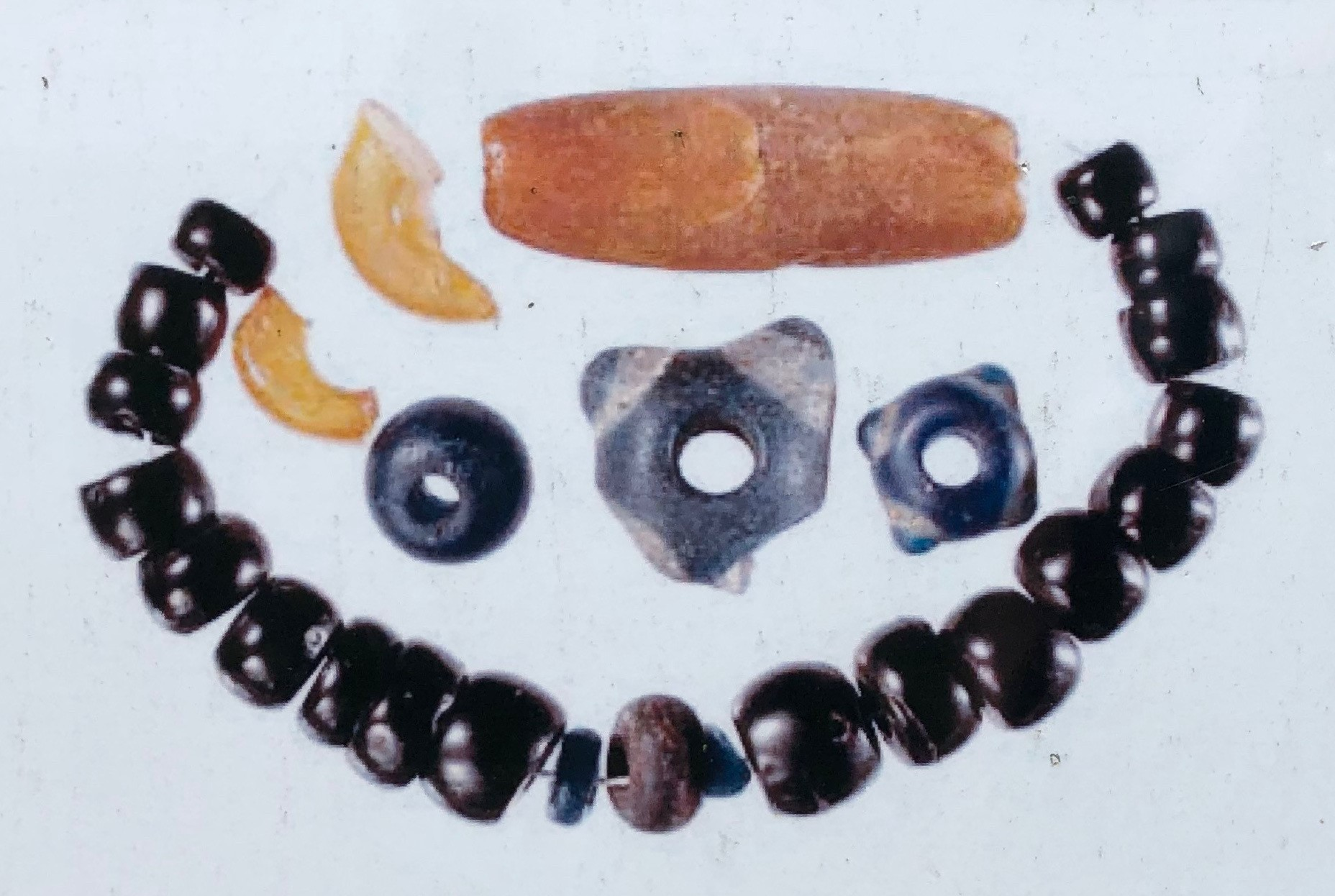
Schmuckperlen aus Glas, Bernstein und Gagat aus der spätbronzezeitlichen Siedlung auf der Halbinsel Horn, 8. Jahrhundert v. Chr.

Die älteste nachgewiesene Siedlung liegt im Nussbaumersee und gehörte der sogenannten Pfyner Kultur an. Das Dorf wurde um 3840 v. Chr. errichtet; die letzten Bauaktivitäten erfolgten im Jahre 3582 vor Christus. Nach einer längeren Unterbrechung fand während der sogenannten Horgener Kultur (3300–2700 v. Chr.) eine Neubesiedlung des Platzes statt. Aus der anschliessenden Schnurkeramikzeit ist ein einzelnes Grubenhaus nachgewiesen. Am Übergang von der frühen zur mittleren Bronzezeit (16. Jahrhundert v. Chr.) wurde an der gleichen Stelle wiederum gesiedelt. Die bedeutendste Siedlung befindet sich auf der Halbinsel Horn und datiert in die späteste Bronzezeit (ca. 850–800 v. Chr.). Das Siedlungsareal, das in den Jahren 1985–90 grossflächig untersucht wurde, umfasst gegen 10'000 m² und dürfte aus über 100 Bauten bestanden haben. Bei den untersuchten Häusern handelte es sich um Kleinbauten von maximal 6 Meter Länge, die fast ausschliesslich als Wohnbauten dienten. Hinweise auf Ställe fehlen. Das Dorf muss um 800 v. Chr. wahrscheinlich wegen des kontinuierlich steigenden Wasserspiegels des Nussbaumersees aufgegeben worden sein, nachdem es vorgängig planmässig geräumt worden war.
In der älteren Eisenzeit wurden am Südrand des spätbronzezeitlichen Siedlungsareals nochmals Bauten errichtet (Dendrodaten zwischen 660 und 635 v. Chr.).
→ siehe auch Abschnitt Siedlungen im Artikel Nussbaumersee

### Gemeinde

Uerschhausen und vorne der Nussbaumersee im Jahr 1954

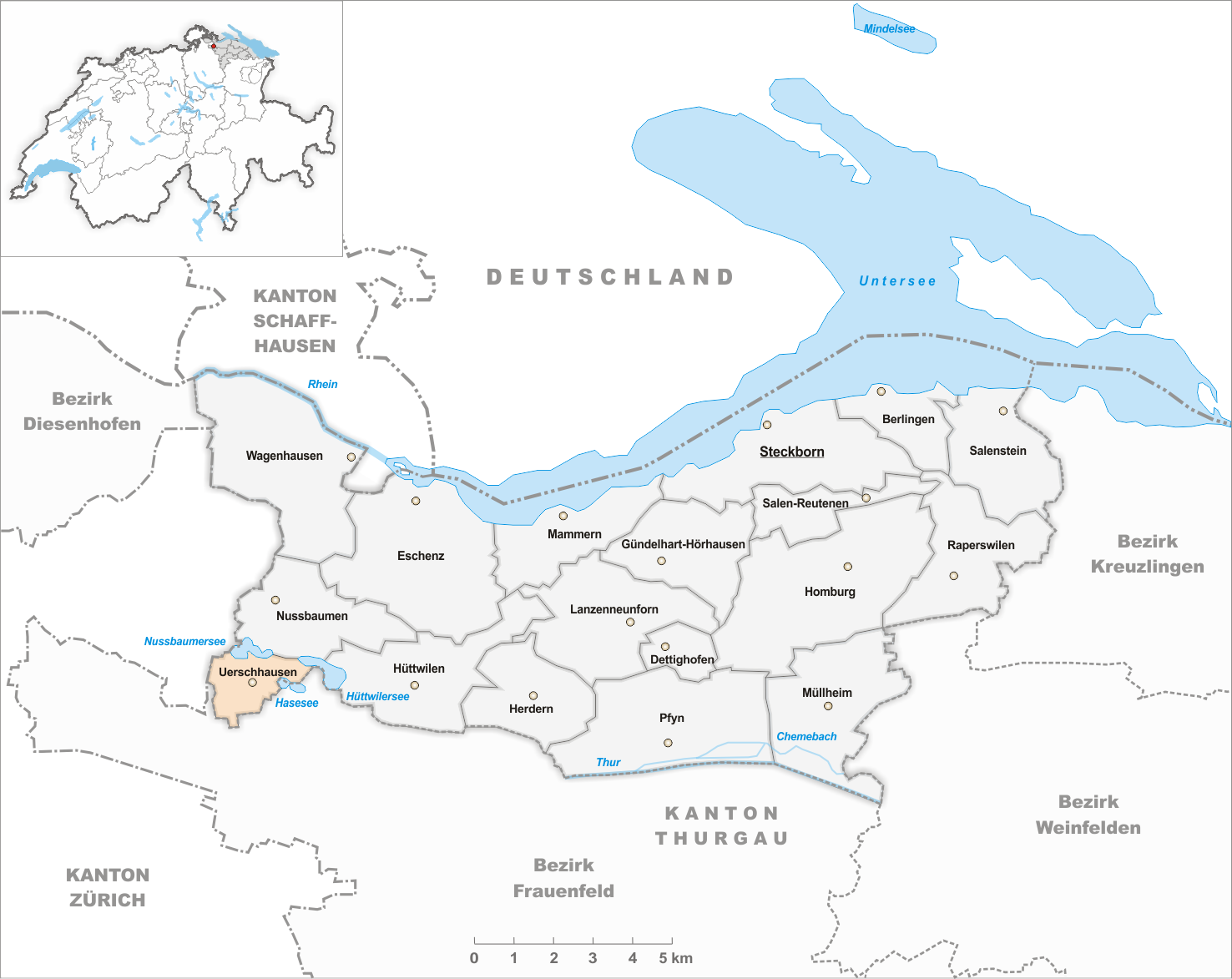
Gemeindestand vor der Fusion im Jahr 1997

Aus dem Frühmittelalter fanden sich Grabhügel im Ort. Uerschhausen wurde 1212 als Urreshusin erstmals urkundlich erwähnt. Die Klöster St. Gallen und St. Katharinental waren im Mittelalter in Uerschhausen begütert. 1317 publizierte Papst Johannes XXII. eine Bulle, weil sich Uerschhauser am Eigentum von St. Katharinental vergriffen hatten. Die Burg Helfenberg, 1331 erwähnt, war 1413 bereits eine Ruine. Bis um 1490 gehörte Uerschhausen zur Herrschaft Ittingen, dann bis 1798 zu den sogenannten Hohen Gerichten der Landvogtei Thurgau.
Kirchlich teilte Uerschhausen das Schicksal der Pfarrei Stammheim, seit 1828 bilden Nussbaumen und Uerschhausen eine reformierte Kirchgemeinde. Die Katholiken gehören seit der Reformation 1524 zu Uesslingen.
Die bäuerliche Wirtschafts- und Siedlungsstruktur veränderte sich im 20. Jahrhundert kaum.
| Jahr         | 1850 | 1900 | 1930 | 1950 | 1990 | 2000  | 2010  | 2018     |
| Ortsgemeinde | 156  | 114  | 102  | 140  | 99   |       |       |          |
| Ortschaft    |      |      |      |      |      | 69    | 55    | 108 ANm. |
| Quelle       |      |      |      |      |      | [ 4 ] | [ 5 ] | [ 2 ]    |

Von den insgesamt 108 Einwohnern der Ortschaft Uerschhausen im Jahr 2018 waren 8 bzw. 7,4 % ausländische Staatsbürger. 60 (55,6 %) waren evangelisch-reformiert und 18 (16,7 %) römisch-katholisch.

## Sehenswürdigkeiten

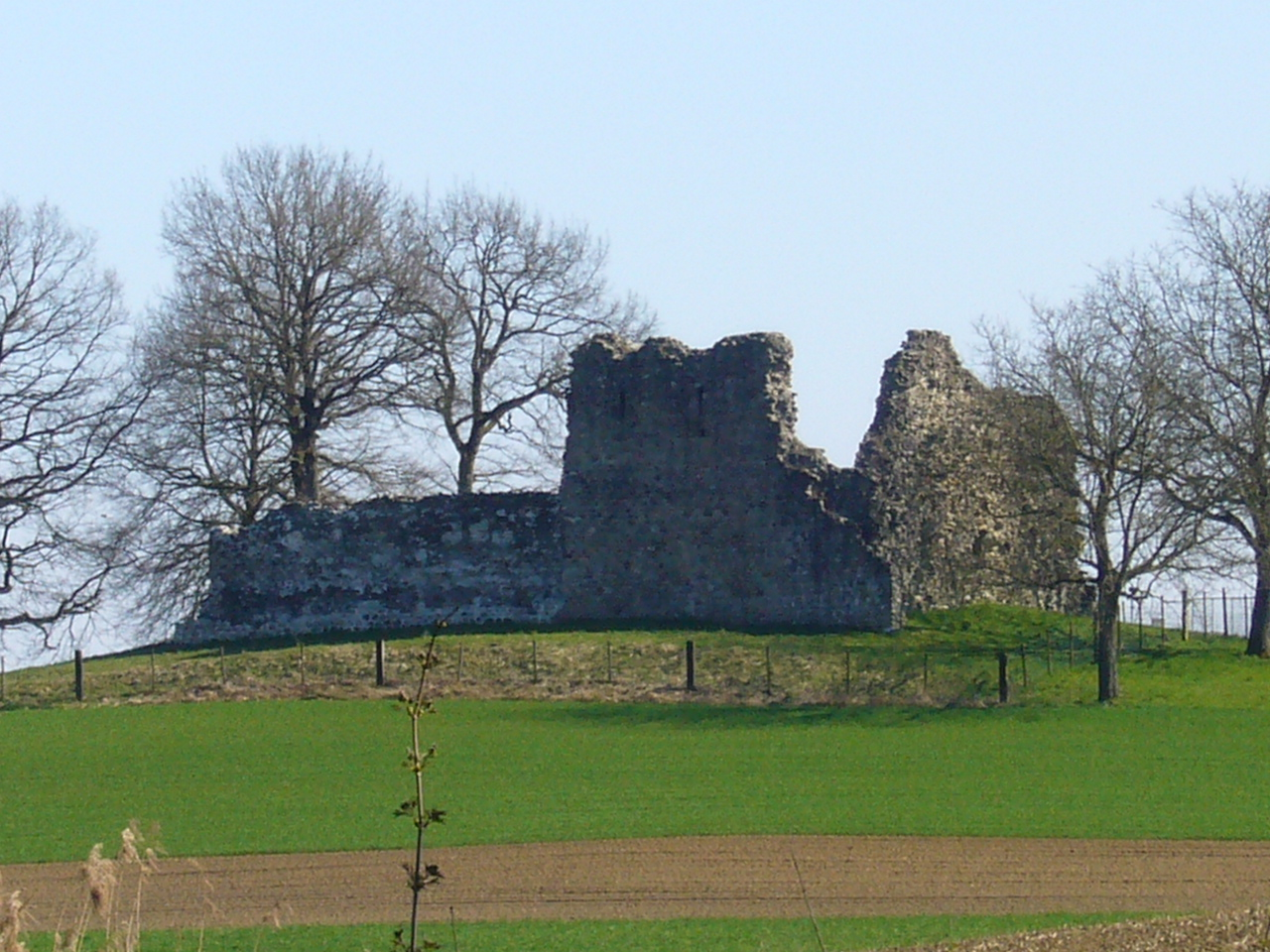
Burgruine Helfenberg

Die prähistorische Seeufersiedlungen Horn/Inseli ist seit 2011 Bestandteil des UNESCO-Welterbe Prähistorische Pfahlbauten um die Alpen und, zusammen mit der Burgruine Helfenberg, in der Liste der Kulturgüter in Hüttwilen aufgeführt.
Der Nussbaumersee befindet sich östlich von Uerschhausen. Er gehört zusammen mit dem Hüttwilersee und dem Hasensee zu den drei Hüttwiler Seen.